# Aurarodden
Aurarodden (finska: Aurasoutu eller Aurasoudut) är en akademisk roddtävling i Åbo, Finland. Tävlingen har arrangerats årligen sedan 1927, med avbrott 1935–1944 och 1977–1994. Den anses därför vara den äldsta roddtävlingen i Finland.[källa behövs]
Ursprungligen utkämpades tävlingen mellan Åbo universitet och Åbo akademi, men senare tillkom även Åbo handelshögskola. Nuförtiden deltar tre studentlag från södra Finlands universitetsstäder Åbo, Tammerfors och Helsingfors.